# Таваді
Таваді (груз. თავადი від слова таві - голова) - титул у феодальній Грузії. У Росії прирівнювався до титулу - князя. У дворянській ієрархії Грузії таваді стояли вище дворян - азнаурів, але нижче напівнезалежних володарів - мтаварі (груз., букв. головний), що правили в Самтавро.

## Історія

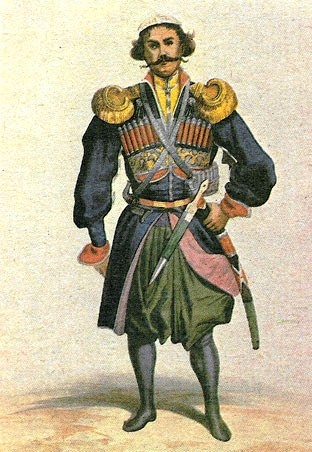
Мегрельський князь, малюнок Григорія Гагаріна.

Таваді з'являються в Грузії з середини XV початку XVI століть. Коли вони приходять на зміну Еріставі (від груз. слів ері- народ, таві- голова). До цього ієрархія феодального грузинського суспільства виглядала так: на чолі стояв цар, нижче його стояли так звані провінційні царі (члени царської династії, що правили в окремих областях, які іменували себе повною титулатурою царя, але підпорядковувалися цареві єдиної Грузії), потім слідували еріставт-еріставі ( керували найбільшими областями), потім ішли еріставі, нижче них були дідебулі-азнаур (букв. звеличені дворяни) і просто азнаур. З початку XV століття ситуація почала змінюватися. Грузія розпадається на три царства і князівство Самцхе-Саатабаго (в складі Імеретинського царства утворюються чотири Самтавро: Одішське (Мегрелія), Гурійське, Абхазьке і Сванське). На чолі царств стають гілки династії Багратіоні, а Самтавро очолюють нащадки еріставт-еріставі. Таваді ж приходять на зміну дрібніших еріставі. Деякі таваді так само вийшли із середовища дідебулі-азнаурів.
Як колись еріставі підпорядковувалися безпосередньо царю чи еріставт-еріставі, так і тепер таваді могли бути безпосередньо васалами царя (в Картлі, Кахеті та Імереті) або васалами мтаварів (в Самцхе-Саатабаго, Мегрелії , Гурії, Абхазії і Сванеті).
В XVIII столітті, в період правління грузинського царя-законодавця Вахтанга VI, розрізняли три ступені тавадів, причому за правовими нормами, що діяли в той час, за кров тавадів першого ступеня платилася компенсація в 15360 руб. сріблом, за кров тавадів другого ступеня - 7680 руб., за кров тавадів третього ступеня - 3840 руб, стільки ж, скільки за вбивство архімандрита.
При цьому, князь першого ступеня, іменований дідебулі- був лише старший в роду, і був фактичним главою роду і князівства (сатавадо). Молодші члени дідебульскіх родів (молодші сини дідебула і його ж молодші брати) іменувалися тавадішвілі (букв. - дитина князя) і користувалися правами тавадів другого ступеня. У тавадських родах третього ступеня, так само лише голова роду був тавадом, а його молодші сини і брати були тавадішвілі. При цьому сини тавадішвілі іменувалися вже сахліс кацебі (букв. - люди будинку).
До кінця XVIII початку XIX ст. збереглося лише чотири еріставських будинки, що фактично користувалися правами і були зрівняні з тавадами першого ступеня (дідебуламі). Це були Еріставі Арагвські і Еріставі Ксанські в Картлі, Еріставі Рачинський в Імереті і Гурійський Еріставі в Гурійському князівстві.
Верховенство в роді, як правило, передавалося у порядку першородства, однак, були і винятки. Найчастіше міжусобиця всередині феодальних будинків призводила до того, що цей порядок порушувався. В Імеретинському царстві діяв наступний порядок - члени тавадського роду самі обирали главу роду, якого затверджував цар.
Звання таваді могло було бути подаровано тільки царем або мтаваром (можновладним князем Мегрелії, Гурії, Сванетії, Абхазії).
Позашлюбне потомство тавадів, як правило із збереженням прізвища, отримувало дворянство.
Таваді мали замки і селян, були також сюзеренами дворян-азнаурів. Таваді займали державні посади, які переходили у спадок.

## Визнання в Російській імперії
Титул таваді в російській мові традиційно перекладався і прирівнювався до княжого. Ще до вступу Грузії до складу імперії грузинські таваді виїжджали до Росії (зокрема в свиті царів Арчила II та Вахтанга VI), визнавалися князями. Першим нормативним актом, що регулює статус грузинського дворянства в Російській імперії можна вважати Георгіївський трактат 1783 р. Зокрема артикул дев'ятий говорить: 
|  | Простягаючи милість свою до підданих його світлості царя, князям і дворянам, й.і.в. установляет, що оні у Всеросійській імперії будуть користуватися усіма тими перевагами і вигодами, котрі російським благородним привласнені, а його світлість, приймаючи з вдячністю толь милостиве до підданих його поблажливість, зобов'язується надіслати до двору й.в. списки всіх благородних прізвищ, щоб по ній можна було знати в точності, кому таке відмінне право належить. |

'
Після приєднання Східної Грузії ( Картлі-Кахеті) в 1801 році і наступному входженні Імеретії (1810 р.), Гурії (1829 р.), Мегрелії (1857 р.), Сванетії (1859 р.) і Абхазії (1864 р.) місцеве дворянство, доводячи свої права на титули стверджувалися в княжій гідності Російської імперії через Департамент герольдії Правлячого сенату. З метою вирішення питання належності того чи іншого роду до дворянства і претензій на титул, складалися на місцях комісії результатом роботи яких стали - Іменні посімейні списки осіб, визнаних у княжій і дворянській гідності:
1. Именный посемейный список лицам, принадлежащим к княжеским и дворянским родам Грузии. Б.м., б.г.[СПб., 1851]. 187 c. [Утв. 6 дек. 1850 г. Сведения о происхождении и степени родства перечисленных лиц одного рода отсутствуют.]
2. Дополнительный список князьям и дворянам Грузии 1856 г. Б.м.,б.г. [СПб., 1856]. 11 c.
3. Второй дополнительный список к Высочайше утвержденному 6-го декабря 1850 г. Именному посемейному списку лицам, принадлежащим к княжескими дворянским родам Грузии. Утв. 7 июня 1857 г. Б.м., б.г. [СПб., 1857]. 6 c.
4. Именный посемейный список лицам, принадлежащим к княжескими дворянским родам Гурии. Б.м., б.г. [СПб., 1851]. 51 с. [Высочайше утвержден 6 декабря 1850 г.]
5. Именный посемейный список лицам, принадлежащим к княжескими дворянским родам Имеретии. Б.м., б.г. [СПб.,1851]. 290 c. [Высочайше утвержден 6 декабря 1850 г.]
6. Именный посемейный список лицам, признанным в тавадском и азнаурском достоинстве по Мингрелии. СПб.,1880. 447 с. [Отношение Кавказского комитета, представленное в Государственный Совет 14 февраля 1880 г.]

## Ресурси Інтернета
Списки дворянских родов Российской империи по губерниям. Библиографический указатель